# Nabrđe (Peć)
Pour l’article homonyme, voir Nabrđe.
Nabërgjan en albanais et Nabrđe en serbe latin (en serbe cyrillique : Набрђе) est une localité du Kosovo située dans la commune/municipalité de Pejë/Peć et dans le district de Pejë/Peć. Selon le recensement kosovar de 2011, elle compte 1 833 habitants.
Le village est également connu sous le nom albanais de Nabërgjë.

## Démographie

### Évolution historique de la population dans la localité
| 1948 | 1953 | 1961 | 1971  | 1981  | 1991  | 2011  |
| ---- | ---- | ---- | ----- | ----- | ----- | ----- |
| 742  | 798  | 993  | 1 390 | 1 805 | 1 898 | 1 833 |

|  |

### Répartition de la population par nationalités (2011)
En 2011, les Albanais représentaient 96,89 % de la population.